# Jean-Baptiste Poirson
Jean-Baptiste Poirson, né à Vrécourt (Vosges) le 6 mars 1761 et mort à Valence-en-Brie (Seine-et-Marne) le 12 février 1831, est un géographe et cartographe français.

## Biographie
Après des études de mathématiques et de géographie, il devient ingénieur et collaborateur d'Edme Mentelle. On lui doit alors de nombreuses cartes. Il élabore aussi des globes célestes et terrestres, dessinés et peints à la main.
Poirson se distingue des cartographes précédents par ses restitutions aussi bien de géographie physique, hydrographique, géologique, topographique, routière, territoriale, administrative que statistique.
Entre 1786 et 1789, il élabore un globe terrestre destiné à l’instruction du dauphin pour Louis XVI et, entre 1803 et 1811, en établit un pour Napoléon Bonaparte. Plusieurs explorateurs s'adjoignent ses services pour transcrire leurs découvertes de voyage comme Alexander von Humboldt, Conrad Malte-Brun, François-Raymond-Joseph de Pons ou Jean-Baptiste-Léonard Durand.
En 1792, il publie les cartes de l'Atlas des 83 départements français. Il est l'auteur des cartes accompagnant l'ouvrage Voyages dans l’intérieur de la Louisiane de Charles César Robin (Paris, Buisson, 1808),.
En 1821, il édite sa Nouvelle géographie élémentaire par demandes et réponses, divisée en leçons et accompagnée d’un atlas de 18 cartes muettes, écrites et coloriées à l’usage des pensions qui sera alors longuement utilisée dans les écoles.
Mort à Valence-en-Brie en 1831, il est inhumé, avec son épouse, au cimetière du Père-Lachaise (22e division).
Il est le père du dramaturge Charles-Gaspard Delestre-Poirson.

## Galerie

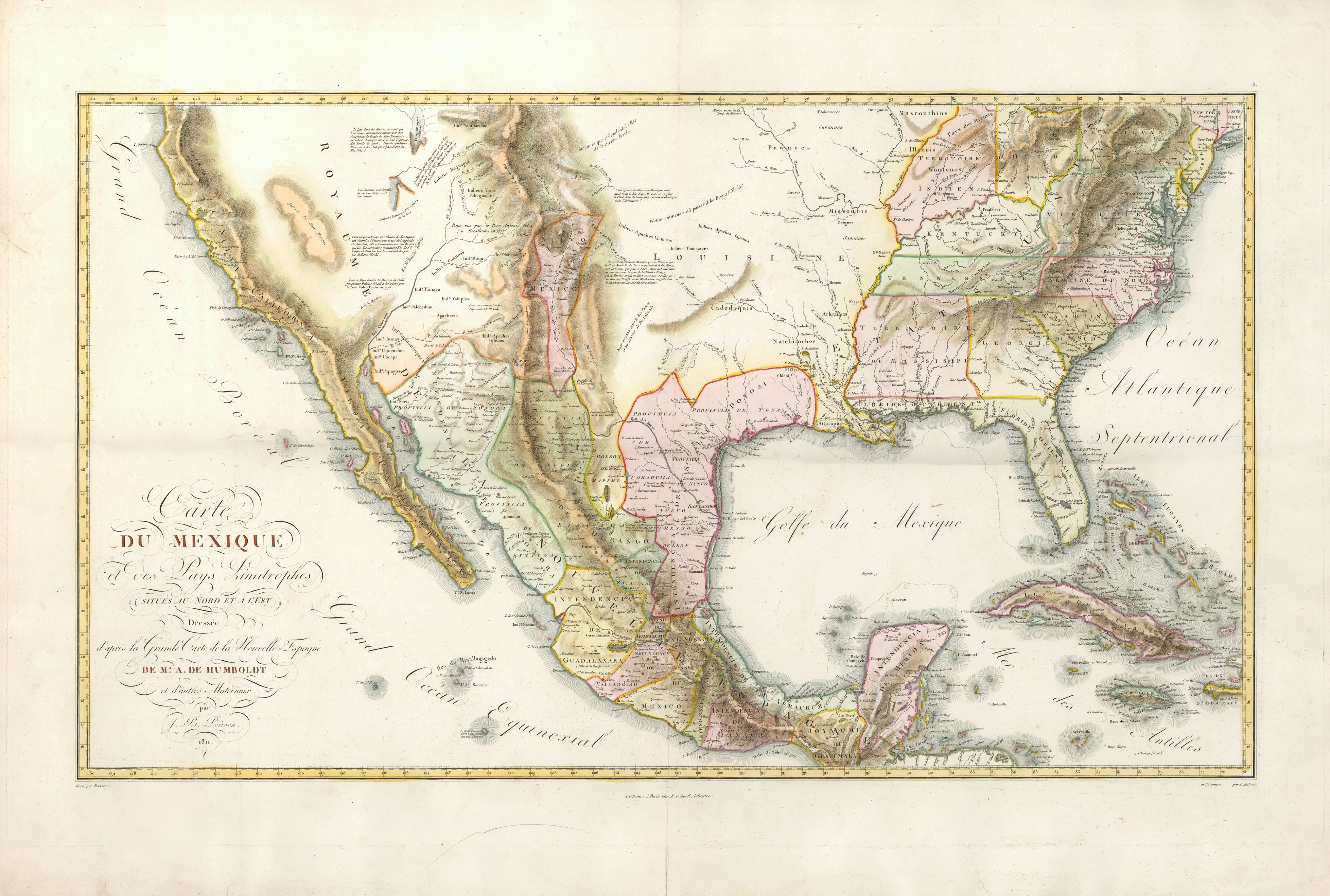
Poirson et Alexander von Humboldt, Carte du Mexique et pays limitrophes situés au nord et à l'est, 1811.